# Alpské lyžování na Zimních olympijských hrách 2018 – superkombinace ženy
Superkombinace žen na Zimních olympijských hrách 2018 se konala ve čtvrtek 22. února 2018 jako poslední pátý ženský závod v alpském lyžování jihokorejské olympiády na území okresu Pchjongčchang. První disciplína – sjezd, se jela od 11.30 hodin na sjezdovce lyžařského střediska Čongson. Navazující slalom proběhl v lyžařském středisku Jongpchjong od 15.00 hodin. Závodu se zúčastnilo 28 lyžařek ze 16 zemí, když čtyři nenastoupily na start.
Obhájkyní zlata byla německá lyžařka Maria Höflová-Rieschová, která po sočské olympiádě ukončila v březnu 2014 kariéru. Úvodní sjezd vyhrála ve svém posledním olympijském závodu Američanka Lindsey Vonnová, která však v horní třetině slalomu narazila do branky a po „špicaru“ pro ni soutěž skončila. Jako druhá nejrychlejší slalomovou trať projela Slovenka Petra Vlhová, čímž se posunula z třinácté příčky po sjezdu na konečné páté místo. Olympijská šampionka ze sjezdového závodu Sofia Goggiaová nestartovala pro únavu.

## Medailistky
Olympijskou vítězkou se stala 24letá Švýcarka a úřadující vicemistryně světa z této disciplíny Michelle Gisinová, která vybojovala první medaili zpod pěti kruhů. Napodobila tak starší sestru Dominique Gisinovou, která zvítězila ve sjezdu Sočské olympiády 2014.
Hlavní favoritka závodu na zlato, americká vedoucí závodnice průběžného pořadí Světového poháru Mikaela Shiffrinová, skončila s téměř sekundovou ztrátou na druhém místě. Po pchjongčchangském triumfu z obřího slalomu si 22letá Američanka připsala celkově třetí olympijský kov. Bronzovou medaili si odvezla úřadující světová šampionka v superkombinaci ze Svatého Mořice a 24letá Švýcarka Wendy Holdenerová, jíž ke konečnému třetímu místu dopomohl nejrychlejší slalomový čas po desáté pozici ve sjezdu. Ke stříbru ze slalomu na XXIII. zimních olympijských hrách tak přidala druhý olympijskou medaili.
| Superkombinace ženy |                        |                   |
| Zlato               | Stříbro                | Bronz             |
| [[Soubor: \|100px]] |                        |                   |
| Michelle Gisinová   | Mikaela Shiffrinová    | Wendy Holdenerová |
| Švýcarsko           | Spojené státy americké | Švýcarsko         |

## Výsledky
| P | SČ | závodnice                  | stát                   | Sjezd   | Sjezd | Slalom | Slalom | celkový výsledek | celkový výsledek |
| P | SČ | závodnice                  | stát                   | čas     | poř.  | čas    | poř.   | čas              | ztráta           |
| --- | -- | -------------------------- | ---------------------- | ------- | ----- | ------ | ------ | ---------------- | ---------------- |
| Zlatá medaile | 1  | Michelle Gisinová          | Švýcarsko              | 1:40,14 | 3.    | 40,76  | 4.     | 2:20,90          | –                |
| Stříbrná medaile | 19 | Mikaela Shiffrinová        | Spojené státy americké | 1:41,35 | 6.    | 40,52  | 3.     | 2:21,87          | +0,97            |
| Bronzová medaile | 3  | Wendy Holdenerová          | Švýcarsko              | 1:42,11 | 10.   | 40,23  | 1.     | 2:22,34          | +1,44            |
| 4. | 6  | Ragnhild Mowinckelová      | Norsko                 | 1:40,11 | 2.    | 42,52  | 11.    | 2:22,63          | +1,73            |
| 5. | 2  | Petra Vlhová               | Slovensko              | 1:42,58 | 13.   | 40,41  | 2.     | 2:22,99          | +2,09            |
| 6. | 18 | Valérie Grenierová         | Kanada                 | 1:41,79 | 8.    | 41,65  | 8.     | 2:23,44          | +2,54            |
| 7. | 15 | Ramona Siebenhoferová      | Rakousko               | 1:40,34 | 4.    | 43,11  | 15.    | 2:23,45          | +2,55            |
| 8. | 5  | Federica Brignoneová       | Itálie                 | 1:42,51 | 12.   | 41,02  | 6.     | 2:23,53          | +2,63            |
| 9. | 11 | Denise Feierabendová       | Švýcarsko              | 1:43,04 | 17.   | 40,90  | 5.     | 2:23,94          | +3,04            |
| 10. | 7  | Marta Bassinová            | Itálie                 | 1:42,61 | 14.   | 41,63  | 7.     | 2:24,24          | +3,34            |
| 11. | 20 | Ana Buciková               | Slovinsko              | 1:42,77 | 15.   | 41,99  | 9.     | 2:24,76          | +3,86            |
| 12. | 10 | Laura Gauchéová            | Francie                | 1:42,15 | 11.   | 42,64  | 12.    | 2:24,79          | +3,89            |
| 13. | 12 | Ricarda Haaserová          | Rakousko               | 1:41,75 | 7.    | 43,06  | 14.    | 2:24,81          | +3,91            |
| 14. | 8  | Nevena Ignjatovićová       | Srbsko                 | 1:42,88 | 16.   | 42,23  | 10.    | 2:25,11          | +4,21            |
| 15. | 24 | Alice Merryweatherová      | Spojené státy americké | 1:43,17 | 18.   | 43,73  | 16.    | 2:26,90          | +6,00            |
| 16. | 26 | Maryna Gąsienica-Danielová | Polsko                 | 1:44,35 | 19.   | 42,84  | 13     | 2:27,19          | +6,29            |
| 17. | 30 | Kateřina Pauláthová        | Česko                  | 1:44,83 | 20    | 44,26  | 17.    | 2:29,09          | +8,19            |
| 18. | 27 | Barbara Kantorová          | Slovensko              | 1:45,58 | 21    | 44,36  | 18.    | 2:29,94          | +9,04            |
| 19 | 4  | Romane Miradoliová         | Francie                | 1:41,83 | 9.    | DNF    | —      | —                | —                |
| 20 | 13 | Lindsey Vonnová            | Spojené státy americké | 1:39,37 | 1.    | DNF    | —      | —                | —                |
| 21 | 23 | Elvedina Muzaferijová      | Bosna a Hercegovina    | 1:46,62 | 22.   | DNF    | —      | —                | —                |
| 22 | 9  | Maruša Ferková             | Slovinsko              | 1:40,98 | 5.    | DSQ    | —      | —                | —                |
| 23 | 22 | Johanna Schnarfová         | Itálie                 | DNF     | —     | —      | —      | —                | —                |
| 24 | 25 | Greta Smallová             | Austrálie              | DNF     | —     | —      | —      | —                | —                |
| 25 | 28 | Candace Crawfordová        | Kanada                 | DNF     | —     | —      | —      | —                | —                |
| 26 | 29 | Kim Vanreuselová           | Belgie                 | DNF     | —     | —      | —      | —                | —                |
| 27 | 31 | Noelle Barahonová          | Chile                  | DNF     | —     | —      | —      | —                | —                |
| 28 | 32 | Roni Remmeová              | Kanada                 | DNF     | —     | —      | —      | —                | —                |
| 29 | 14 | Stephanie Venierová        | Rakousko               | DNS     | —     | —      | —      | —                | —                |
| 30 | 16 | Sofia Goggiaová            | Itálie                 | DNS     | —     | —      | —      | —                | —                |
| 31 | 17 | Anne-Sophie Barthetová     | Francie                | DNS     | —     | —      | —      | —                | —                |
| 32 | 21 | Alexandra Colettiová       | Monako                 | DNS     | —     | —      | —      | —                | —                |
| P – pořadí, SČ – startovní číslo, DNS – závodnice nenastoupila na start, DNF – nedojela do cíle, DSQ – diskvalifikována. |    |                            |                        |         |       |        |        |                  |                  |
| Sjezd odstartoval v 11.30 hodin (UTC+9) a slalom pak v 15.00 hodin.                                                      |    |                            |                        |         |       |        |        |                  |                  |